# Rivalité entre l'OL Lyonnes et le Paris Saint-Germain en football féminin
Pour les articles homonymes, voir Classico.
Le Classique féminin désigne la rivalité sportive entre l'OL Lyonnes et le Paris Saint-Germain, deux clubs de football féminin français.
Les matchs entre les deux clubs n'ont pas réellement de noms ancrés dans la culture populaire, faute du déficit de popularité du football féminin. Depuis que Canal+ a racheté les droits de diffusion de la D1 féminine en 2018, la chaîne cherche à imposer le nom de « Classique féminin » dans la culture populaire, calqué sur le modèle du Clásico entre le FC Barcelone et le Real Madrid car ce match oppose deux des meilleures équipes d'Europe, comme le montre leur opposition en finale de la Ligue des champions en 2017 après s'être affrontées en demi et huitièmes de finales respectivement en 2016 et 2015.

## Histoire

### Des chocs sur les terrains

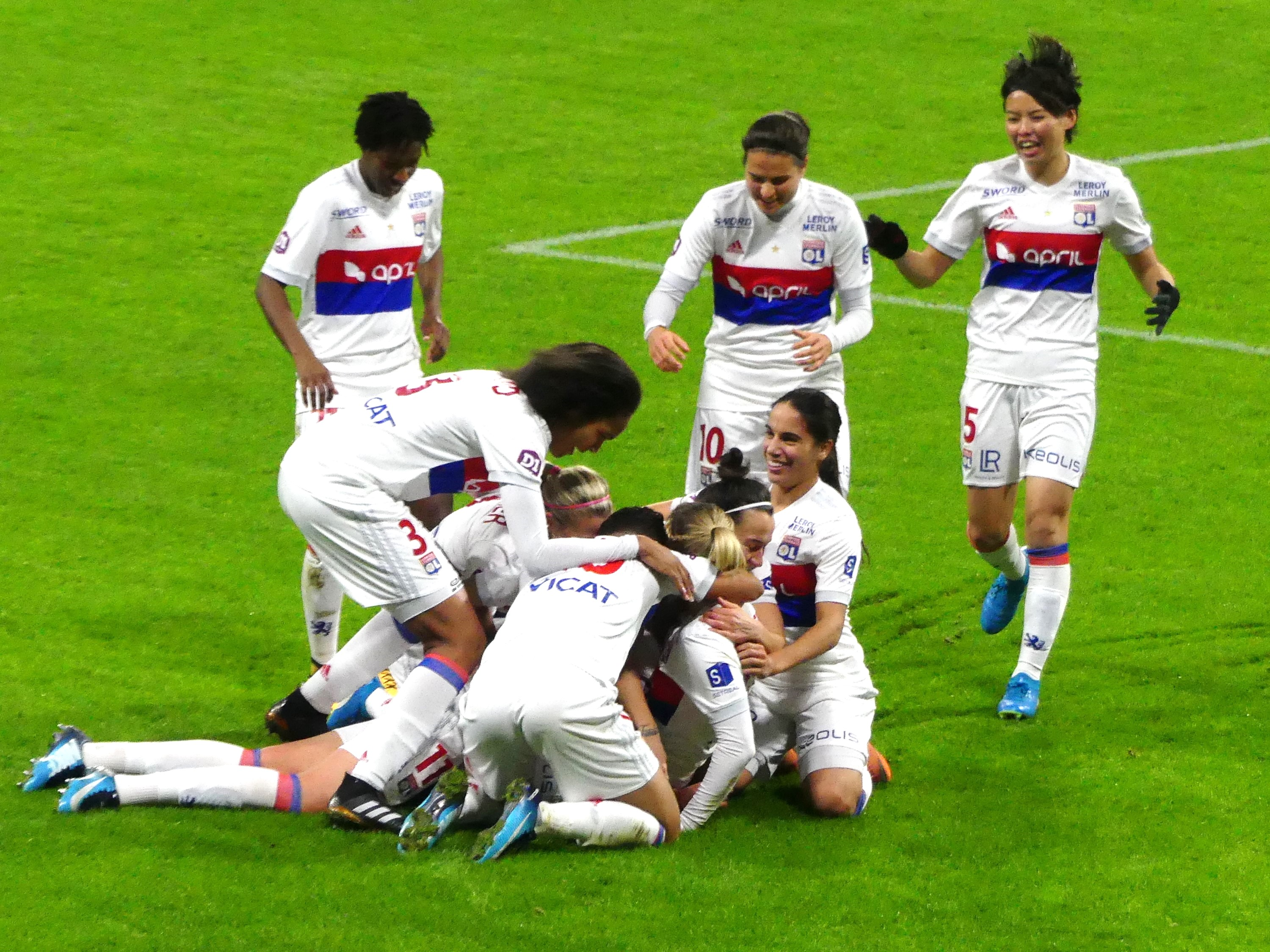
Célébration lyonnaise lors du match de l'Olympique lyonnais face au Paris Saint-Germain en championnat le 11 décembre 2017.

La rivalité entre l'Olympique Lyonnais et le Paris Saint-Germain est tout d'abord sportive et a commencé au début des années 2010. Les deux clubs se disputent quasiment chaque année le titre de champion de France, terminant neuf fois dans les deux premiers du championnat la même saison, et s'affrontant six fois en Coupe de France, dont cinq fois en finale, ce qui en fait la finale la plus jouée. Le bilan de victoires est largement à l'avantage de la formation lyonnaise grâce à l'enchaînement de succès jusqu'à 2014 mais depuis le rachat du Paris Saint-Germain par le fonds d'investissement Qatar Investment Authority (QSI) en 2011, le bilan s'est équilibré mais penche toujours en faveur de l'Olympique lyonnais.
Après la 1re victoire des Parisiennes en championnat en janvier 2014, elles réitèrent la saison suivante en éliminant Lyon en huitièmes de finale de la Ligue des Champions. L'OL se venge en écartant le PSG en demi-finales de l'édition 2015-2016, puis en finale de l'édition 2016-2017. L'année suivante, Paris remporte son seul titre aux dépens des Lyonnaises en les battant en finale de Coupe de France au terme d'un match controversé. La première édition du Trophée des Championnes, en 2019, oppose les deux équipes rivales, l'OL étant qualifié grâce à ses titres en championnat et en coupe, et le PSG grâce à sa deuxième place en championnat. Lyon remporte le trophée aux tirs-au-but.
Pendant la saison 2019-2020, après une nouvelle victoire des Lyonnaises au Parc OL, Amandine Henry déclare : « On s’attend à chaque fois contre le PSG à recevoir des coups et à en mettre aussi. C’est devenu un Classico ! ». L'entraîneur parisien, Olivier Echouafni, passé par l'Olympique Lyonnais quelques saisons auparavant, rétorque : « Si elles sont la meilleure équipe du monde, on va dire qu’on n’est pas très loin derrière ». Le match retour entre les deux équipes, décisif pour la course au titre, est suspendu à cause de la pandémie de Covid-19. La saison est finalement arrêtée et l'OL sacré pour la quatorzième fois d'affilée. Lyon et Paris se retrouvent à la fin de la saison pour une nouvelle finale de Coupe de France, à nouveau remportée par l'OL aux tirs-au-but, avant une demi-finale de Ligue des Champions deux semaines plus tard, qui tourne également à l'avantage des Lyonnaises. La légende du football féminin français Marinette Pichon analyse : « Il manque toujours quelque chose, de la réussite devant le but, un soupçon de chance, ça tourne toujours du côté de l'OL ». En novembre 2020, pour leur première confrontation au Parc des Princes, les Parisiennes infligent aux Fenottes leur première défaite en championnat depuis 2016, et prennent les commandes du classement. Le match retour en championnat, initialement prévu le 13 mars 2021, est reporté à cause de cas de Covid-19 dans les rangs du PSG, mais les deux équipes se retrouvent dix jours plus tard en quarts de finale de Ligue des Champions au Parc des Princes. L'OL est dominé dans le jeu mais s'impose finalement 0-1 grâce à un pénalty généreux, avant de s'incliner 1-2 à Lyon au match retour, privant les Lyonnaises de titre européen pour la première fois en 5 ans.

### Une lutte sur le marché des transferts
La rivalité entre les deux plus gros clubs français se joue également pendant les mercatos. Les deux écuries sont régulièrement au coude à coude pour attirer les meilleures joueuses. À l'été 2016, pas moins de quatre joueuses, la Suédoise Caroline Seger et les Françaises Jessica Houara, Kenza Dali et Kheira Hamraoui quittent le PSG pour l'OL, après avoir été notamment battues 7-0 en demi-finales de Ligue des Champions par le club rhodanien. La Française Ève Périsset fait le chemin inverse. En 2017, Amandine Henry, ancienne cadre de l'OL, est prêtée au PSG par le Portland Thorns FC, pendant la trêve de la NWSL. Alors qu'elle cherche à revenir en France à la fin de la saison, le PSG échoue à la recruter, Amandine Henry préférant retourner à l'OL.
Pour pallier le départ annoncé de sa gardienne Sarah Bouhaddi en 2020, Lyon cherche à recruter la Parisienne Katarzyna Kiedrzynek, mais celle-ci refuse, expliquant que « l’OL est le plus grand rival du PSG » et qu'elle « ne pouvait tout simplement pas faire cela », et rappelant l'exode douloureux des joueuses parisiennes en 2016. Lyon devra finalement se tourner vers la Madrilène Lola Gallardo. Cependant Jean-Michel Aulas, après avoir recruté le directeur sportif du PSG féminin Bruno Cheyrou dans le staff de son équipe masculine, réussit à attirer deux espoirs du PSG, Vicky Becho et Alice Sombath, déclenchant la colère du directeur sportif parisien Leonardo.
À l'intersaison suivant, l'Olympique lyonnais fait signer trois joueuses parisiennes en fin de contrat, Christiane Endler, Signe Bruun et Perle Morroni, en s'appuyant sur un projet sportif plus convaincant et en profitant peut-être du manque de réactivité du PSG pour prolonger ses joueuses. Sakina Karchaoui fait le chemin inverse, attirée par de meilleures conditions salariales.
Au mercato 2022, Sarah Bouhaddi, la gardienne emblématique de l'Olympique lyonnais, dépassée dans la hiérarchie par Christiane Endler (recrutée au PSG un an auparavant), rejoint Paris. L'internationale allemande Sara Däbritz, patronne du milieu parisien, part renforcer l'entrejeu lyonnais.
Les deux équipes sont dotées d'un budget similaire, estimé autour de 7 millions d'euros, ce qui les place parmi les plus gros budgets du football féminin, loin devant leurs concurrentes nationales.

### Des polémiques extra-sportives
L'opposition entre les deux équipes dépasse parfois le cadre sportif, l'enjeu des confrontations rendant chaque détail extérieur primordial. En 2020, pendant la pandémie de Covid-19, le directeur général du football de l'OL Vincent Ponsot accuse le PSG d'avoir abusé de la situation pour obtenir un report à une date plus favorable. Jean-Michel Aulas laisse ensuite entendre que les Parisiennes auraient contaminé l'effectif lyonnais lors d'un match entre les deux équipes. La demi-finale retour de Ligue des champions est jouée juste après cet épisode épidémique, qui est considéré comme un des facteurs de la défaite et de l'élimination de l'OL.
En novembre 2021, alors que les deux équipes se préparent à leur premier choc de la saison, la milieu parisienne Kheira Hamraoui est violemment agressée dans la rue. Sa coéquipière Aminata Diallo est soupçonnée d'avoir joué un rôle dans l'affaire et placée en garde à vue avant d'être relâchée. Les deux joueuses sont laissées hors de l'effectif parisien pour la rencontre, dégarnissant le milieu de terrain de l'équipe, mais c'est surtout l'impact psychologique qui est pointé par l'entraîneur du PSG Didier Ollé-Nicolle, dont l'équipe s'incline finalement lourdement (6-1).

## Historique des confrontations
| Liste des rencontres officielles entre le Paris Saint-Germain et l'Olympique lyonnais. | Liste des rencontres officielles entre le Paris Saint-Germain et l'Olympique lyonnais. | Liste des rencontres officielles entre le Paris Saint-Germain et l'Olympique lyonnais. | Liste des rencontres officielles entre le Paris Saint-Germain et l'Olympique lyonnais. | Liste des rencontres officielles entre le Paris Saint-Germain et l'Olympique lyonnais. | Liste des rencontres officielles entre le Paris Saint-Germain et l'Olympique lyonnais. | Liste des rencontres officielles entre le Paris Saint-Germain et l'Olympique lyonnais.                                     | Liste des rencontres officielles entre le Paris Saint-Germain et l'Olympique lyonnais. |
|                                                                                        | Date                                                                                   | Lieu                                                                                   | Compétition                                                                            | Résultat                                                                               | Buteuses/Paris                                                                         | Buteuses/Lyon | Affluence                                                                              |
| -------------------------------------------------------------------------------------- | -------------------------------------------------------------------------------------- | -------------------------------------------------------------------------------------- | -------------------------------------------------------------------------------------- | -------------------------------------------------------------------------------------- | -------------------------------------------------------------------------------------- | --- | -------------------------------------------------------------------------------------- |
| 1.                                                                                     | 02/10/1994                                                                             | Plaine de Gerland, Lyon                                                                |                                                                                        | OL 5 - 0 PSG                                                                           | –                                                                                      | ? | -                                                                                      |
| 2.                                                                                     | 05/02/1995                                                                             | Stade G.-Lefèvre, Saint-Germain-en-Laye                                                |                                                                                        | PSG 1 - 3 OL                                                                           | ?                                                                                      | ? | -                                                                                      |
| 3.                                                                                     | 09/12/2001                                                                             | Plaine de Gerland, Lyon                                                                |                                                                                        | OL 2 - 1 PSG                                                                           | Stéphanie Hoffele 75e                                                                  | Séverine Creuzet-Laplantes 30e 56e                                                                                         | -                                                                                      |
| 4.                                                                                     | 04/05/2002                                                                             | Stade G.-Lefèvre, Saint-Germain-en-Laye                                                |                                                                                        | PSG 1 - 1 OL                                                                           | Ingrid Boyeldieu 55e                                                                   | Virginie Dessalle 66e | -                                                                                      |
| 5.                                                                                     | 22/09/2002                                                                             | Stade G.-Lefèvre, Saint-Germain-en-Laye                                                |                                                                                        | PSG 2 - 5 OL                                                                           | Ingrid Boyeldieu 9e · Stéphanie Hoffele 85e                                            | Carole Granjon 6e · Séverine Creuzet-Laplantes 26e · Sandrine Brétigny 41e 59e · Ludivine Bruet 66e                        | -                                                                                      |
| 6.                                                                                     | 11/05/2003                                                                             | Plaine de Gerland, Lyon                                                                |                                                                                        | OL 1 - 1 PSG                                                                           | Florence Freyermuth 20e                                                                | Sandrine Brétigny 79e | -                                                                                      |
| 7.                                                                                     | 30/11/2003                                                                             | Stade G.-Lefèvre, Saint-Germain-en-Laye                                                |                                                                                        | PSG 0 - 1 OL                                                                           | –                                                                                      | Claire Morel 49e | 70                                                                                     |
| 8.                                                                                     | 07/03/2004                                                                             | Plaine de Gerland, Lyon                                                                |                                                                                        | OL 3 - 2 PSG                                                                           | Béatrice Basse 79e 86e                                                                 | Sandrine Brétigny 30e 41e · Claire Morel 36e                                                                               | 50                                                                                     |
| 9.                                                                                     | 12/12/2004                                                                             | Stade G.-Lefèvre, Saint-Germain-en-Laye                                                | D1 - 11e journée                                                                       | PSG 0 - 3 OL                                                                           | –                                                                                      | Claire Morel 17e · Séverine Cr.-Laplantes 31e 38e                                                                          | -                                                                                      |
| 10.                                                                                    | 17/04/2005                                                                             | Plaine de Gerland, Lyon                                                                | D1 - 21e journée (dom.)                                                                | OL 2 - 0 PSG                                                                           | –                                                                                      | Danielle Slaton 69e · Christie Welsh 89e                                                                                   | 150                                                                                    |
| 11.                                                                                    | 11/09/2005                                                                             | Plaine de Gerland, Lyon                                                                | D1 - 2e journée (dom.)                                                                 | OL 1 - 0 PSG                                                                           | –                                                                                      | Claire Morel 67e | 200                                                                                    |
| 12.                                                                                    | 11/12/2005                                                                             | Stade G.-Lefèvre, Saint-Germain-en-Laye                                                | D1 - 12e journée                                                                       | PSG 1 - 2 OL                                                                           | Stéphanie Morel 13e                                                                    | Simone Gomes Jatobá 19e · Alix Faye-Chellali 22e                                                                           | 150                                                                                    |
| 13.                                                                                    | 12/11/2006                                                                             | Plaine de Gerland, Lyon                                                                | D1 - 7e journée (dom.)                                                                 | OL 4 - 1 PSG                                                                           | Aurélie Pfeiffer 92e                                                                   | Sandrine Brétigny 14e 43e 55e · Sonia Bompastor 86e                                                                        | 200                                                                                    |
| 14.                                                                                    | 25/03/2007                                                                             | Stade G.-Lefèvre, Saint-Germain-en-Laye                                                | D1 - 17e journée                                                                       | PSG 1 - 2 OL                                                                           | Maryse Gobert 8e                                                                       | Hoda Lattaf 51e · Sandrine Brétigny 57e                                                                                    | 250                                                                                    |
| 15.                                                                                    | 09/09/2007                                                                             | Camp des loges, Saint-Germain-en-Laye                                                  | D1 - 2e journée                                                                        | PSG 0 - 2 OL                                                                           | –                                                                                      | Louisa Necib 19e (pen.) · Hoda Lattaf 34e                                                                                  | 150                                                                                    |
| 16.                                                                                    | 20/01/2008                                                                             | Plaine de Gerland, Lyon                                                                | D1 - 12e journée (dom.)                                                                | OL 4 - 0 PSG                                                                           | –                                                                                      | Camille Abily 3e 84e 90e · Shirley Cruz Traña 35e                                                                          | 800                                                                                    |
| 17.                                                                                    | 03/06/2008                                                                             | Stade de France, Seine-Saint-Denis                                                     | Coupe de France - Finale                                                               | OL 3 - 0 PSG                                                                           | –                                                                                      | Shirley Cruz Traña 52e · Louisa Necib 59e · Camille Abily 78e                                                              | 3 000                                                                                  |
| 18.                                                                                    | 23/08/2008                                                                             | Plaine de Gerland, Lyon                                                                | D1 - 1re journée (dom.)                                                                | OL 2 - 0 PSG                                                                           | –                                                                                      | Laura Georges 34e · Wendie Renard 47e                                                                                      | 150                                                                                    |
| 19.                                                                                    | 31/05/2009                                                                             | Stade Louis-Raffegeau, Le Pecq                                                         | D1 - 22e journée                                                                       | PSG 0 - 2 OL                                                                           | –                                                                                      | Lotta Schelin 57e · Ingvild Stensland 84e                                                                                  | 150                                                                                    |
| 20.                                                                                    | 13/12/2009                                                                             | Plaine de Gerland, Lyon                                                                | D1 - 10e journée (dom.)                                                                | OL 1 - 1 PSG                                                                           | Charlotte Poulain 38e                                                                  | Sandrine Brétigny 93e | 300                                                                                    |
| 21.                                                                                    | 25/04/2010                                                                             | Stade G.-Lefèvre, Saint-Germain-en-Laye                                                | Coupe de France - 1/2 finale                                                           | PSG 1 - 1 OL                                                                           | Caroline Pizzala 12e                                                                   | Isabell Herlovsen 19e | 700                                                                                    |
| 22.                                                                                    | 30/05/2010                                                                             | Stade G.-Lefèvre, Saint-Germain-en-Laye                                                | D1 - 20e journée                                                                       | PSG 0 - 0 OL                                                                           | –                                                                                      | – | 500                                                                                    |
| 23.                                                                                    | 19/01/2011                                                                             | Camp des loges, Saint-Germain-en-Laye                                                  | D1 - 9e journée                                                                        | PSG 1 - 2 OL                                                                           | Kátia da Silva 50e                                                                     | Lara Dickenmann 53e · Élodie Thomis 82e                                                                                    | 250                                                                                    |
| 24.                                                                                    | 06/02/2011                                                                             | Stade de Gerland, Lyon                                                                 | D1 - 19e journée (dom.)                                                                | OL 3 - 0 PSG                                                                           | –                                                                                      | Louisa Necib 48e · Eugénie Le Sommer 82e · Sandrine Brétigny 85e                                                           | 200                                                                                    |
| 25.                                                                                    | 30/10/2011                                                                             | Stade Dominique-Duvauchelle, Créteil                                                   | D1 - 7e journée                                                                        | PSG 0 - 0 OL                                                                           | –                                                                                      | - | 3 500                                                                                  |
| 26.                                                                                    | 20/05/2012                                                                             | Stade de Gerland, Lyon                                                                 | D1 - 17e journée (dom.)                                                                | OL 3 - 0 PSG                                                                           | –                                                                                      | Louisa Necib 16e · Sonia Bompastor 26e 69e                                                                                 | 4 500                                                                                  |
| 27.                                                                                    | 17/11/2012                                                                             | Stade Charléty, Paris                                                                  | D1 - 9e journée                                                                        | PSG 0 - 1 OL                                                                           | –                                                                                      | Amandine Henry 72e (pen.)                                                                                                  | 1 200                                                                                  |
| 28.                                                                                    | 02/03/2013                                                                             | Stade de Gerland, Lyon                                                                 | D1 - 19e journée (dom.)                                                                | OL 3 - 0 PSG                                                                           | –                                                                                      | Lotta Schelin 39e 62e · Amandine Henry 67e (pen.)                                                                          | 6 512                                                                                  |
| 29.                                                                                    | 29/09/2013                                                                             | Stade Charléty, Paris                                                                  | D1 - 4e journée                                                                        | PSG 0 - 3 OL                                                                           | –                                                                                      | Louisa Necib 53e · Lotta Schelin 70e · Laëtitia Tonazzi 92e                                                                | 1 000                                                                                  |
| 30.                                                                                    | 18/01/2014                                                                             | Stade de Gerland, Lyon                                                                 | D1 - 14e journée (dom.)                                                                | OL 0 - 1 PSG                                                                           | Laura Georges 45e                                                                      | – | 7 512                                                                                  |
| 31.                                                                                    | 07/06/2014                                                                             | MMArena, Le Mans                                                                       | Coupe de France - Finale                                                               | OL 2 - 0 PSG                                                                           | –                                                                                      | Lara Dickenmann 58e · Corine Petit 61e                                                                                     | 6 588                                                                                  |
| 32.                                                                                    | 01/11/2014                                                                             | Stade de Gerland, Lyon                                                                 | D1 - 8e journée (dom.)                                                                 | OL 2 - 1 PSG                                                                           | Aurélie Kaci 8e                                                                        | Lotta Schelin 4e · Ada Hegerberg 61e                                                                                       | 10 122                                                                                 |
| 33.                                                                                    | 08/11/2014                                                                             | Stade Charléty, Paris                                                                  | WCL - 1/8 finale aller                                                                 | PSG 1 - 1 OL                                                                           | Fatmire Alushi 49e                                                                     | Corine Petit 21e | 6 300                                                                                  |
| 34.                                                                                    | 12/11/2014                                                                             | Stade de Gerland, Lyon                                                                 | WCL - 1/8 finale retour (dom.)                                                         | OL 0 - 1 PSG                                                                           | Fatmire Alushi 79e                                                                     | – | 8 488                                                                                  |
| 35.                                                                                    | 21/02/2015                                                                             | Stade Charléty, Paris                                                                  | D1 - 18e journée                                                                       | PSG 0 - 4 OL                                                                           | –                                                                                      | Camille Abily 30e · Lotta Schelin 35e · Élise Bussaglia 57e · Lara Dickenmann 59e                                          | 4 000                                                                                  |
| 36.                                                                                    | 27/09/2015                                                                             | Stade de Gerland, Lyon                                                                 | D1 - 4e journée                                                                        | OL 5 - 0 PSG                                                                           | –                                                                                      | Ada Hegerberg 38e 53e 90e · Amel Majri 42e · Jessica Houara 79e (csc)                                                      | 7 037                                                                                  |
| 37.                                                                                    | 05/02/2016                                                                             | Stade Charléty, Paris                                                                  | D1 - 15e journée                                                                       | PSG 0 - 0 OL                                                                           | –                                                                                      | - | 3 500                                                                                  |
| 38.                                                                                    | 24/04/2016                                                                             | Parc OL, Décines-Charpieu                                                              | WCL - 1/2 finale aller                                                                 | OL 7 - 0 PSG                                                                           | –                                                                                      | Ada Hegerberg 18e 40e · Eugénie Le Sommer 28e 43e · Camille Abily 45+1e · Louisa Nécib 73e · Lotta Schelin 76e             | 22 050                                                                                 |
| 39.                                                                                    | 02/05/2016                                                                             | Parc des Princes, Paris                                                                | WCL - 1/2 finale retour                                                                | PSG 0 - 1 OL                                                                           | –                                                                                      | Lotta Schelin 44e | 5 855                                                                                  |
| 40.                                                                                    | 17/12/2016                                                                             | Stade G.-Lefèvre, Saint-Germain-en-Laye                                                | D1 - 11e journée                                                                       | PSG 1 - 0 OL                                                                           | Marie-Laure Delie 83e                                                                  | – | 1 858                                                                                  |
| 41.                                                                                    | 13/05/2017                                                                             | Parc OL, Décines-Charpieu                                                              | D1 - 21e journée                                                                       | OL 3 - 0 PSG                                                                           | –                                                                                      | Eugénie Le Sommer 13e · Ada Hegerberg 27e · Alex Morgan 28e                                                                | 7 912                                                                                  |
| 42.                                                                                    | 19/05/2017                                                                             | Stade de la Rabine, Vannes                                                             | Coupe de France - Finale                                                               | OL 1 - 1 PSG                                                                           | Cristiane 7e                                                                           | Saki Kumagai 34e (pen.) | 6 616                                                                                  |
| 43.                                                                                    | 01/06/2017                                                                             | Cardiff City Stadium, Cardiff                                                          | WCL - Finale                                                                           | PSG 0 - 0 OL                                                                           | –                                                                                      | – | 22 433                                                                                 |
| 44.                                                                                    | 11/12/2017                                                                             | Parc OL, Décines-Charpieu                                                              | D1 - 11e journée                                                                       | OL 1 - 0 PSG                                                                           | –                                                                                      | Ada Hegerberg 12e | 7 050                                                                                  |
| 45.                                                                                    | 18/05/2018                                                                             | Stade G.-Lefèvre, Saint-Germain-en-Laye                                                | D1 - 21e journée                                                                       | PSG 0 - 0 OL                                                                           | –                                                                                      | – | 1 440                                                                                  |
| 46.                                                                                    | 31/05/2018                                                                             | Stade de la Meinau, Strasbourg                                                         | Coupe de France - Finale                                                               | OL 0 - 1 PSG                                                                           | Marie-Antoinette Katoto 16e                                                            | – | 12 480                                                                                 |
| 47.                                                                                    | 18/11/2018                                                                             | Stade Jean-Bouin, Paris                                                                | D1 - 10e journée                                                                       | PSG 1 - 1 OL                                                                           | Wang Shuang 15e                                                                        | Wendie Renard 19e | 8 704                                                                                  |
| 48.                                                                                    | 09/02/2019                                                                             | Groupama Stadium, Décines-Charpieu                                                     | Coupe de France - 1/4 finale                                                           | OL 1 - 0 PSG                                                                           | –                                                                                      | Jessica Fishlock 60e | 10 217                                                                                 |
| 49.                                                                                    | 13/04/2019                                                                             | Groupama Stadium, Décines-Charpieu                                                     | D1 - 20e journée                                                                       | OL 5 - 0 PSG                                                                           | –                                                                                      | Ada Hegerberg 8e · Eugénie Le Sommer 40e · Wendie Renard 45e (pen.) · Dzsenifer Marozsán 60e · Shanice van de Sanden 90+2e | 25 907                                                                                 |
| 50.                                                                                    | 21/09/2019                                                                             | Stade du Roudourou, Guingamp                                                           | TDC 2019                                                                               | OL 1 - 1 PSG                                                                           | Nadia Nadim 43e                                                                        | Amel Majri 31e | 12 558                                                                                 |
| 51.                                                                                    | 16/11/2019                                                                             | Groupama Stadium, Décines-Charpieu                                                     | D1 - 9e journée                                                                        | OL 1 - 0 PSG                                                                           | –                                                                                      | Saki Kumagai 49e | 30 661                                                                                 |
| 52.                                                                                    | 09/08/2020                                                                             | Stade de l'Abbé-Deschamps, Auxerre                                                     | Coupe de France - Finale                                                               | OL 0 - 0 PSG                                                                           | –                                                                                      | – | 4 500                                                                                  |
| 53.                                                                                    | 26/08/2020                                                                             | San Mamés, Bilbao                                                                      | WCL - 1/2 finale                                                                       | PSG 0 - 1 OL                                                                           | –                                                                                      | Wendie Renard 67e | Huis clos                                                                              |
| 54.                                                                                    | 20/11/2020                                                                             | Parc des Princes, Paris                                                                | D1 - 9e journée                                                                        | PSG 1 - 0 OL                                                                           | Marie-Antoinette Katoto 11e                                                            | – | Huis clos                                                                              |
| 55.                                                                                    | 24/03/2021                                                                             | Parc des Princes, Paris                                                                | WCL - 1/4 finale aller                                                                 | PSG 0 - 1 OL                                                                           | –                                                                                      | Wendie Renard 86e (pen.)                                                                                                   | Huis clos                                                                              |
| 56.                                                                                    | 18/04/2021                                                                             | Groupama Stadium, Décines-Charpieu                                                     | WCL - 1/4 finale retour                                                                | OL 1 - 2 PSG                                                                           | Grace Geyoro 24e · Wendie Renard 61e (csc)                                             | Catarina Macario 4e | Huis clos                                                                              |
| 57.                                                                                    | 30/05/2021                                                                             | Groupama Stadium, Décines-Charpieu                                                     | D1 - 16e journée                                                                       | OL 0 - 0 PSG                                                                           | –                                                                                      | – | Huis clos                                                                              |
| 58.                                                                                    | 14/11/2021                                                                             | Groupama Stadium, Décines-Charpieu                                                     | D1 - 8e journée                                                                        | OL 6 - 1 PSG                                                                           | Amanda Ilestedt 75e                                                                    | Catarina Macario 15e (pen.) · Daniëlle van de Donk 18e · Melvine Malard 53e · Damaris Egurrola 59e · Ada Hegerberg 79e 82e | 13 497                                                                                 |
| 59.                                                                                    | 29/01/2022                                                                             | Stade Georges Lefèvre, Saint-Germain-en-Laye                                           | Coupe de France - 1/8 finale                                                           | PSG 3 - 0 OL                                                                           | Sandy Baltimore 48e · Kadidiatou Diani 76e · Marie-Antoinette Katoto 85e               | – | 420                                                                                    |
| 60.                                                                                    | 24/04/2022                                                                             | Groupama Stadium, Décines-Charpieu                                                     | WCL - 1/2 finale aller                                                                 | OL 3 - 2 PSG                                                                           | Marie-Antoinette Katoto 6e · Paulina Dudek 58e (pen.)                                  | Wendie Renard 23e (pen.) · Catarina Macario 33e 50e                                                                        | 22 774                                                                                 |
| 61.                                                                                    | 30/04/2022                                                                             | Parc des Princes, Paris                                                                | WCL - 1/2 finale retour                                                                | PSG 1 - 2 OL                                                                           | Marie-Antoinette Katoto 62e                                                            | Ada Hegerberg 14e · Wendie Renard 83e                                                                                      | 43 254                                                                                 |
| 62.                                                                                    | 29/05/2022                                                                             | Stade Jean-Bouin, Paris                                                                | D1 - 21e journée                                                                       | PSG 0 - 1 OL                                                                           | –                                                                                      | Catarina Macario 3e | 4 338                                                                                  |
| 63.                                                                                    | 28/08/2022                                                                             | Stade Marcel-Tribut, Dunkerque                                                         | TDC 2022                                                                               | OL 1 - 0 PSG                                                                           | –                                                                                      | Daniëlle van de Donk 13e                                                                                                   | 4 472                                                                                  |
| 64.                                                                                    | 11/12/2022                                                                             | Groupama Stadium, Décines-Charpieu                                                     | D1 - 11e journée                                                                       | OL 0 - 1 PSG                                                                           | Kadidiatou Diani 88e                                                                   | – | 13 400                                                                                 |
| 65.                                                                                    | 13/05/2023                                                                             | Stade de la Source, Orléans                                                            | Coupe de France - Finale                                                               | OL 2 - 1 PSG                                                                           | Ramona Bachmann 36e (pen.)                                                             | Ada Hegerberg 12e 23e | 6 127                                                                                  |
| 66.                                                                                    | 21/05/2023                                                                             | Parc des Princes, Paris                                                                | D1 - 21e journée                                                                       | PSG 0 - 1 OL                                                                           | –                                                                                      | Signe Bruun 88e | 18 876                                                                                 |
| 67.                                                                                    | 10/09/2023                                                                             | Stade de l'Aube, Troyes                                                                | TDC 2023                                                                               | OL 2 - 0 PSG                                                                           | –                                                                                      | Melchie Dumornay 35e · Eugénie Le Sommer 67e                                                                               | 5 283                                                                                  |
| 68.                                                                                    | 01/10/2023                                                                             | Parc des Princes, Paris                                                                | D1 - 2e journée                                                                        | PSG 0 - 1 OL                                                                           | –                                                                                      | Eugénie Le Sommer 20e | 15 899                                                                                 |
| 69.                                                                                    | 11/02/2024                                                                             | Groupama Stadium, Décines-Charpieu                                                     | D1 - 15e journée                                                                       | OL 1 - 1 PSG                                                                           | Tabitha Chawinga 66e                                                                   | Elisa De Almeida 90e (csc)                                                                                                 | 21 764                                                                                 |
| 70.                                                                                    | 20/04/2024                                                                             | Groupama Stadium, Décines-Charpieu                                                     | WCL - 1/2 finale aller                                                                 | OL 3 - 2 PSG                                                                           | Marie-Antoinette Katoto 43e 48e                                                        | Kadidiatou Diani 80e · Melchie Dumornay 85e · Amel Majri 86e                                                               | 38 466                                                                                 |
| 71.                                                                                    | 28/04/2024                                                                             | Parc des Princes, Paris                                                                | WCL - 1/2 finale retour                                                                | PSG 1 - 2 OL                                                                           | Tabitha Chawinga 41e                                                                   | Selma Bacha 3e · Melchie Dumornay 81e                                                                                      | 29 400                                                                                 |
| 72.                                                                                    | 17/05/2024                                                                             | Groupama Stadium, Décines-Charpieu                                                     | D1 - Finale                                                                            | OL 2 - 1 PSG                                                                           | Tabitha Chawinga 73e                                                                   | Delphine Cascarino 18e · Kadidiatou Diani 22e                                                                              | 15 660                                                                                 |
| 73.                                                                                    | 03/11/2024                                                                             | Groupama Stadium, Décines-Charpieu                                                     | Première Ligue - 6e journée                                                            | OL 1 - 0 PSG                                                                           | –                                                                                      | Tabitha Chawinga 27e | 15 386                                                                                 |
| 74.                                                                                    | 18/01/2025                                                                             | Parc des Princes, Paris                                                                | Première Ligue - 13e journée                                                           | PSG 0 - 2 OL                                                                           | –                                                                                      | Melchie Dumornay 7e · Kadidiatou Diani 31e                                                                                 | 20 489                                                                                 |
| 75.                                                                                    | 16/05/2025                                                                             | Groupama Stadium, Décines-Charpieu                                                     | Première Ligue - Finale                                                                | OL 3 - 0 PSG                                                                           | –                                                                                      | Melchie Dumornay 45+2e · Paulina Dudek 80e (csc) · Wendie Renard 90+4e (pen.)                                              | 10 500                                                                                 |

## Statistiques
| Compétition           | Matchs | Victoires/Lyon | Matchs nuls | Victoires/Paris | Buts/Lyon | Buts/Paris |
| Division 1            | 51     | 37             | 10          | 4               | 101       | 20         |
| Coupe de France       | 9      | 4              | 3           | 2               | 10        | 7          |
| Trophée des champions | 3      | 2              | 1           | 0               | 4         | 1          |
| Ligue des champions   | 12     | 8              | 2           | 2               | 22        | 10         |
| Total                 | 75     | 51             | 16          | 8               | 137       | 39         |

| Équipe | 07-08 | 08-09 | 09-10 | 10-11 | 11-12 | 12-13 | 13-14 | 14-15 | 15-16 | 16-17 | 17-18 | 18-19 | 19-20 | 20-21 | 21-22 | 22-23 | 23-24 | 24-25 |
| ------ | ----- | ----- | ----- | ----- | ----- | ----- | ----- | ----- | ----- | ----- | ----- | ----- | ----- | ----- | ----- | ----- | ----- | ----- |
| OL     | 9     | 7     | 3     | 1     | 1     | 1     | 1     | 1     | 2     | 2     | 2     | 1     | 1     | 1     | 1     | 2     | 2     | 2     |
| PSG    | -     | -     | -     | -     | 17    | 20    | 19    | 8     | 5     | 3     | 3     | 3     | 4     | 4     | 6     | 4     | 3     | 6     |

## Palmarès des équipes

### Palmarès global
|                    | Titre de champion | Coupe de France | Trophée des championnes | Ligue des champions | Titre de champion de D2 |
| ------------------ | ----------------- | --------------- | ----------------------- | ------------------- | ----------------------- |
| Paris SG           | 1                 | 4               | 0                       | 0                   | 1                       |
| Olympique Lyonnais | 18*               | 10*             | 3*                      | 8*                  | 0                       |

*Record de victoires dans la compétition.

### Finales et courses au titre
Paris Saint-Germain
| Date        | Compétition                     | Vainqueur / Champion | Score | Finaliste / Vice-champion | Stade                          |
| ----------- | ------------------------------- | -------------------- | ----- | ------------------------- | ------------------------------ |
| 31 mai 2018 | Coupe de France 2017-2018       | Paris SG             | 1 - 0 | Olympique lyonnais        | Stade de la Meinau, Strasbourg |
| 30 mai 2021 | Championnat de France 2020-2021 | Paris SG             | 0 - 0 | Olympique lyonnais        | Groupama Stadium               |

Olympique Lyonnais
| Date              | Compétition                     | Vainqueur / Champion | Score                | Finaliste / Vice-champion | Stade                     |
| ----------------- | ------------------------------- | -------------------- | -------------------- | ------------------------- | ------------------------- |
| 3 juin 2008       | Coupe de France 2007-2008       | Olympique lyonnais   | 3 - 0                | Paris SG                  | Stade de France           |
| 6 février 2011    | Championnat de France 2010-2011 | Olympique lyonnais   | 3 - 0                | Paris SG                  | Stade de Gerland          |
| 2 mars 2013       | Championnat de France 2012-2013 | Olympique lyonnais   | 3 - 0                | Paris SG                  | Stade de Gerland          |
| 29 septembre 2013 | Championnat de France 2013-2014 | Olympique lyonnais   | 3 - 0                | Paris SG                  | Stade Charléty            |
| 7 juin 2014       | Coupe de France 2013-2014       | Olympique lyonnais   | 2 - 0                | Paris SG                  | MMArena                   |
| 21 février 2015   | Championnat de France 2014-2015 | Olympique lyonnais   | 4 - 0                | Paris SG                  | Stade Charléty            |
| 5 février 2016    | Championnat de France 2015-2016 | Olympique lyonnais   | 0 - 0                | Paris SG                  | Stade Charléty            |
| 19 mai 2017       | Coupe de France 2016-2017       | Olympique lyonnais   | 1 - 1 (7 - 6 t.a.b.) | Paris SG                  | Stade de la Rabine        |
| 1er juin 2017     | Ligue des Champions 2016-2017   | Olympique lyonnais   | 0 - 0 (7 - 6 t.a.b.) | Paris SG                  | Cardiff City Stadium      |
| 18 mai 2018       | Championnat de France 2017-2018 | Olympique lyonnais   | 0 - 0                | Paris SG                  | Stade Georges Lefèvre     |
| 9 février 2019    | Coupe de France 2018-2019       | Olympique lyonnais   | 1 - 0                | Paris SG                  | Groupama Stadium          |
| 13 avril 2019     | Championnat de France 2018-2019 | Olympique lyonnais   | 5 - 0                | Paris SG                  | Groupama Stadium          |
| 21 septembre 2019 | Trophée des championnes 2019    | Olympique lyonnais   | 1 - 1 (4 - 3 tab)    | Paris SG                  | Stade du Roudourou        |
| 16 novembre 2019  | Championnat de France 2019-2020 | Olympique lyonnais   | 1 - 0                | Paris SG                  | Groupama Stadium          |
| 9 août 2020       | Coupe de France 2019-2020       | Olympique lyonnais   | 0 - 0 (4 - 3 tab)    | Paris SG                  | Stade de l'Abbé-Deschamps |
| 29 mai 2022       | Championnat de France 2021-2022 | Olympique lyonnais   | 1 - 0                | Paris SG                  | Stade Jean-Bouin          |
| 28 août 2022      | Trophée des championnes 2022    | Olympique lyonnais   | 1 - 0                | Paris SG                  | Stade Marcel-Tribut       |
| 13 mai 2023       | Coupe de France 2022-2023       | Olympique lyonnais   | 2 - 1                | Paris SG                  | Stade de la Source        |
| 17 mai 2024       | Championnat de France 2023-2024 | Olympique lyonnais   | 2 - 1                | Paris SG                  | Groupama Stadium          |
| 16 mai 2024       | Championnat de France 2024-2025 | Olympique lyonnais   | 3 - 0                | Paris SG                  | Groupama Stadium          |

## Matchs notables

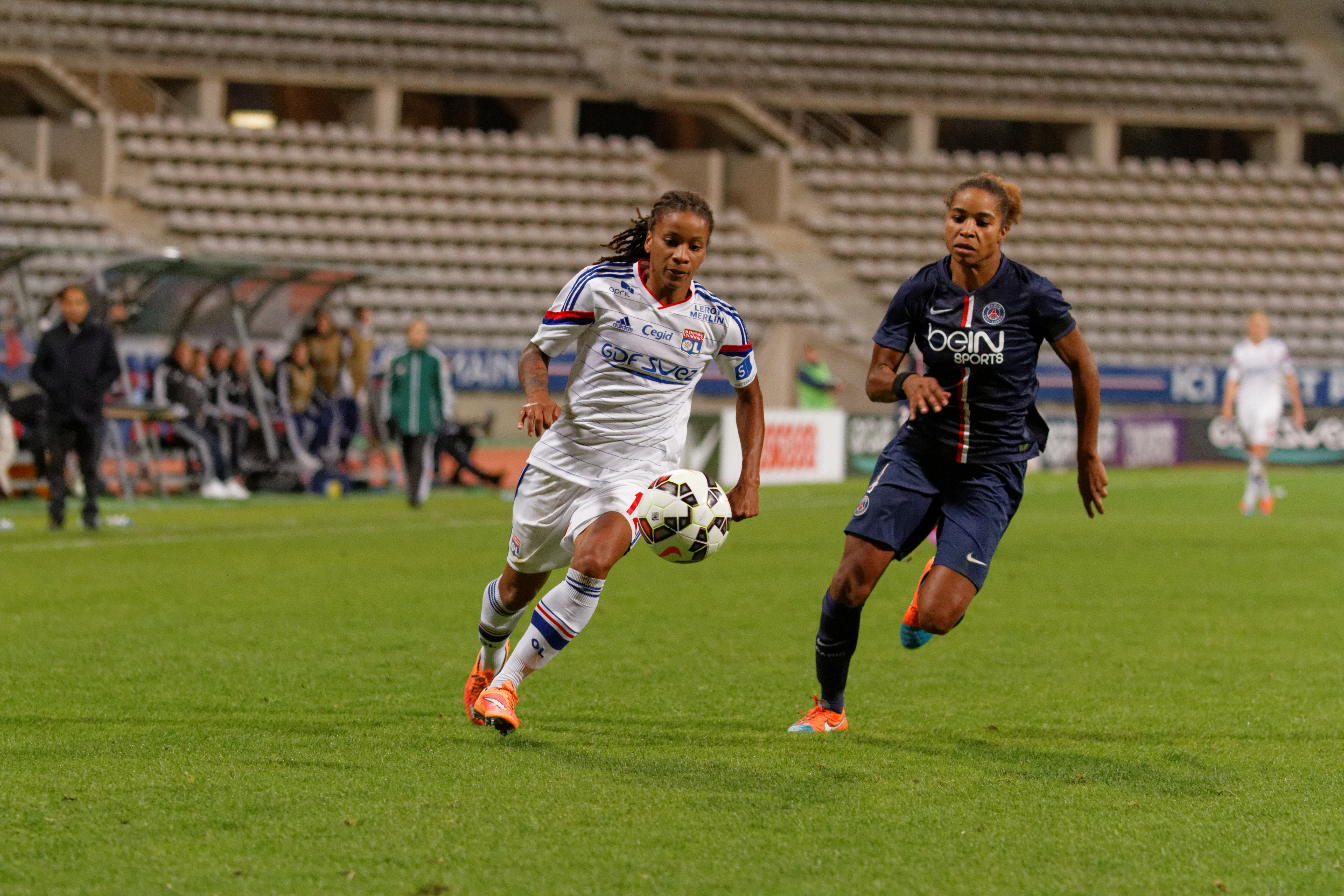
Élodie Thomis et Laura Georges à la lutte lors de PSG-OL le 8 novembre 2014.

Certains matchs entre les deux clubs, en raison de l'enjeu sportif, du résultat, ou des circonstances de leur déroulement, ont marqué les supporters des deux clubs et les fans de football féminin français en général.
- 2 octobre 1994 - Olympique Lyonnais 5-0 Paris Saint-Germain : Premier OL-PSG officiel de l'histoire. 3e journée de la saison 1994-1995.
- 5 février 1995 - Paris Saint-Germain 1-3 Olympique Lyonnais : Premier PSG-OL officiel de l'histoire. 14e journée de la saison 1994-1995.

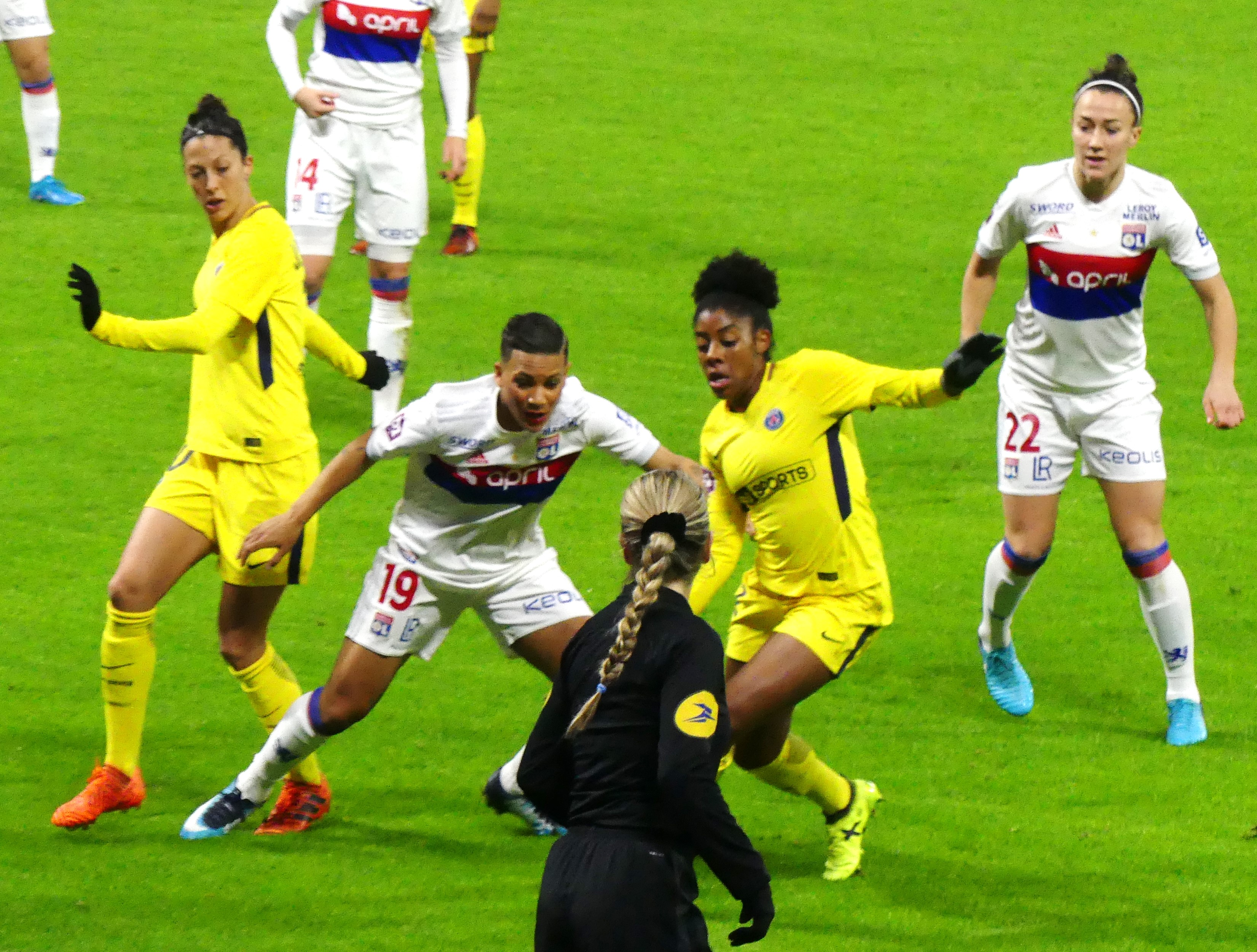
Jennifer Hermoso et Ashley Lawrence face à Shanice Van de Sanden et Lucy Bronze lors de OL-PSG le 11 décembre 2017.

- 18 janvier 2014 - Olympique Lyonnais 0-1 Paris Saint-Germain : Première victoire de l'histoire du PSG sur l'OL, après 29 matchs sans victoire, lors de la saison 2013-2014. Ce match met également fin à l'invincibilité lyonnaise à domicile en championnat qui durait depuis le 10 septembre 2006, soit presque huit ans (défaite face au FCF Juvisy 0-1). De plus, l'unique buteuse du match est Laura Georges, ancienne joueuse de l'OL. Paris remporte le match en ayant marqué sur son seul tir cadré, provoquant l'agacement chez les Lyonnaises[10].
- 12 novembre 2014 - Olympique Lyonnais 0-1 Paris Saint-Germain : Lors des huitièmes de finale de la Ligue des champions  2014-2015, le PSG remporte sa deuxième victoire sur l'OL. Cette victoire élimine l'OL en huitièmes de finale pour la deuxième fois d'affilée bien que le club ait été élu meilleure équipe du monde cette année-là.
- 24 avril 2016 - Olympique Lyonnais 7-0 Paris Saint-Germain : plusieurs records sont établis lors de ce match de la Ligue des champions 2015-2016 : tout d'abord, l'OL égale le record de la plus grande différence de buts en demi-finale de C1 ; ensuite, il s'agit de la plus large victoire de l'histoire de l'OL sur le PSG. Les joueuses parisiennes parlent d'humiliation et de traumatisme, et l'année suivante, cinq joueuses du PSG quittent le club pour Lyon.
- 1er juin 2017 - Paris Saint-Germain 0-0 Olympique Lyonnais (6-7 tab) : Première finale 100% française en Ligue des champions féminine. Ce match est très important car les Parisiennes ayant terminé troisièmes du championnat, il leur faut absolument une victoire pour participer à la prochaine C1. Le match est serré jusqu'au bout avec les Lyonnaises qui poussent pour ouvrir le score mais les Franciliennes se défendent bien et ont plusieurs fois l'occasion d'ouvrir le score sans un manque criant de réalisme, notamment par Shirley Cruz et Marie-Laure Delie. Le match est tout de même globalement dominé par les Lyonnaises, même si l'issue se jouera finalement aux tirs au but. Ce sont étonnamment les gardiennes qui clôtureront ce match avec l'échec de la Parisienne Kiedrzynek et le tir au but vainqueur de la Lyonnaise Bouhaddi. Lyon remporte ainsi sa cinquième Ligue des champions et le PSG en est donc privé la saison suivante.Jennifer Hermoso et Ashley Lawrence face à Shanice Van de Sanden et Lucy Bronze lors de OL-PSG le 11 décembre 2017.
- 31 mai 2018 - Olympique Lyonnais 0-1 Paris Saint-Germain : Pour la 1re fois, le PSG remporte une finale de Coupe de France face à l'OL. Alors que le club de la capitale mène 1 à 0 après l'ouverture du score de Marie-Antoinette Katoto, un violent orage s'abat sur le stade et l'arbitre suspend le match à la 58e minute. Après 45 minutes, l'arbitre décide de reprendre le match, malgré la volonté des Lyonnaises de reporter la rencontre pour éviter les blessures. Les joueuses de l'OL rentrent finalement sur le terrain une demi-heure plus tard[5]. Au bout du temps additionnel, Ada Hegerberg égalise mais voit son but refusé à tort par l'arbitre et les Parisiennes sacrées. La capitaine lyonnaise Wendie Renard estime que son équipe "a été volée"[10].
- 21 septembre 2019 - Olympique Lyonnais 1-1 Paris Saint-Germain (4-3 tab) : L'OL remporte la première édition du Trophée des Championnes.
- 16 novembre 2019 - Olympique Lyonnais 1-0 Paris Saint-Germain : Le record d'affluence du Championnat de France féminin, qui datait de la précédente confrontation entre les deux équipes (25 907 spectateurs le 13 avril 2019), est battu, avec 30 661 spectateurs au Groupama Stadium.
- 26 août 2020 - Paris Saint-Germain 0-1 Olympique Lyonnais : Deux semaines seulement après une nouvelle victoire de l'OL sur le PSG en finale de Coupe de France, les deux équipes se retrouvent en demi-finale de Ligue des Champions. Le face-à-face est joué en une seule confrontation, à huis clos à Bilbao, à cause de la crise sanitaire du Covid-19. Comme quinze jours plus tôt, la rencontre est très équilibrée. Le match bascule à la 66e minute avec l'expulsion de la milieu parisienne Grace Geyoro pour une faute sur la latérale lyonnaise Lucy Bronze. L'OL, privé de sa star norvégienne Ada Hegerberg, blessée, ouvre le score dans la foulée sur une tête de la défenseure Wendie Renard. L'expulsion de l'attaquante lyonnaise Nikita Parris à la 75e minute ne permet pas aux Parisiennes de revenir, et l'Olympique Lyonnais file en finale, où il remportera sa 7e Ligue des Champions face au VfL Wolfsburg.
- 24 mars 2021 - Paris Saint-Germain 0-1 Olympique Lyonnais : Le PSG pointe en tête du championnat, grâce à sa victoire face aux Lyonnaises, et ces dernières, même si elles enchaînent les victoires depuis, inquiètent dans le jeu. Le PSG domine la première période, sans parvenir à concrétiser leurs occasions. Dans une rencontre tendue et physique, les Parisiennes baissent progressivement d'intensité, subissant la fraîcheur des remplaçantes lyonnaises. À la 85e minute, Irene Paredes dégage le ballon sur le bras de Formiga, à l'entrée de la surface, offrant un penalty à l'OL. Wendie Renard se charge de le transformer pour offrir la victoire aux Lyonnaises.
- 18 avril 2021 - Olympique Lyonnais 1-2 Paris Saint-Germain : L'OL ouvre le score au bout de 184 secondes à peine, grâce à Macario. Mais les Parisiennes réagissent en effectuant un gros pressing, et égalisent par Geyoro à la 24e minute. À l'heure de jeu, Renard dévie un centre de Diani dans son propre but, et le PSG mène 2-1. Les Lyonnaises sont à la peine techniquement et physiquement, et c'est le PSG qui se qualifie pour les demi-finales grâce à la règle des buts à l'extérieur, mettant fin à 5 ans de règne lyonnais en Ligue des champions[22]. L'entraîneur Jean-Luc Vasseur quitte le club à la suite de ce revers, remplacé par Sonia Bompastor.
- 30 mai 2021 - Olympique Lyonnais 0-0 Paris Saint-Germain : Le PSG devance toujours l'OL d'un point en championnat, et les Lyonnaises doivent donc impérativement s'imposer au Parc OL pour garder leur couronne nationale. Dans un match très physique, les Parisiennes se procurent les meilleures occasions mais aucune équipe ne parvient à trouver le chemin des filets. Le PSG repart donc avec son avance au classement inchangée, et sa victoire lors de l'ultime journée du championnat lui assure son premier sacre national et prive les Lyonnaises de titre pour la première fois depuis 14 ans[23].
- 14 novembre 2021 - Olympique Lyonnais 6-1 Paris Saint-Germain : L'OL et le PSG sont à égalité en tête du championnat avec 7 victoires et 7 matches, et Paris n'a encaissé aucun but depuis le début de la saison. Cependant les Parisiennes sont perturbées par l'agression de Kheira Hamraoui une semaine plus tôt et la garde à vue d'Aminata Diallo dans le cadre de cette affaire. Les deux milieues parisiennes sont absentes de la feuille de match et leurs coéquipières sont inexistantes, concédant un penalty dès la 15e minute et un carton rouge dis minutes plus tard. Paris encaisse 6 buts, dont les deux premiers d'Ada Hegerberg depuis son retour de blessure, et repart de Lyon avec la plus grosse défaite de son histoire récente[24].

## Traitement médiatique
Depuis le début des années 2010, le match OL-PSG était bien souvent le seul match diffusé de la D1 féminine avec parfois les chocs contre le Montpellier HSC. En effet à cette époque le football féminin n'en est qu'au début de sa médiatisation en France et seuls les matchs à enjeux pouvaient rassembler suffisamment de téléspectateurs aux yeux des diffuseurs. Le football féminin passe un cap quand Canal+ rachète les droits de diffusion du football féminin en 2018 et décide de diffuser l'intégralité des matchs de championnat. La chaîne décide alors de réaliser des bandes annonces sur ces deux matchs afin de plus les médiatiser.

## Joueuses notables du Classique féminin
Dernière mise à jour 29 avril 2024.
|    | Joueuse                 | Total matchs                                     | Buts                    | Total buts |
| -- | ----------------------- | ------------------------------------------------ | ----------------------- | ---------- |
| 1. | Ada Hegerberg           | Olympique lyonnais (31)                          | Olympique lyonnais (13) | 13         |
| 2. | Sandrine Brétigny       | Olympique lyonnais (20)                          | Olympique lyonnais (11) | 11         |
| 3. | Lotta Schelin           | Olympique lyonnais (19)                          | Olympique lyonnais (8)  | 8          |
| 4. | Marie-Antoinette Katoto | Paris Saint-Germain (26)                         | Paris Saint-Germain (7) | 7          |
| 4. | Eugénie Le Sommer       | Olympique lyonnais (43)                          | Olympique lyonnais (7)  | 7          |
| 4. | Wendie Renard           | Olympique lyonnais (55)                          | Olympique lyonnais (6)  | 7          |
| 7. | Camille Abily           | Olympique lyonnais (26), Paris Saint-Germain (1) | Olympique lyonnais (6)  | 6          |
| 7. | Louisa Necib            | Olympique lyonnais (23)                          | Olympique lyonnais (6)  | 6          |

Dernière mise à jour 29 avril 2024.
|     | Joueuse            | Club(s)                                           | Total matchs |
| --- | ------------------ | ------------------------------------------------- | ------------ |
| 1.  | Wendie Renard      | Olympique lyonnais (55)                           | 55           |
| 2.  | Eugénie Le Sommer  | Olympique lyonnais (45)                           | 45           |
| 3.  | Grace Geyoro       | Paris Saint-Germain (37)                          | 37           |
| 4.  | Amel Majri         | Olympique lyonnais (34)                           | 34           |
| 4.  | Sarah Bouhaddi     | Olympique lyonnais (32)                           | 32           |
| 4.  | Sabrina Delannoy   | Paris Saint-Germain (32)                          | 32           |
| 7.  | Ada Hegerberg      | Olympique lyonnais (31)                           | 31           |
| 8.  | Amandine Henry     | Olympique lyonnais (30)                           | 30           |
| 8.  | Shirley Cruz Traña | Olympique lyonnais (13), Paris Saint-Germain (16) | 29           |
| 10. | Saki Kumagai       | Olympique lyonnais (28)                           | 28           |

| Joueuses passées du Paris Saint-Germain à l'Olympique lyonnais   | Joueuses passées du Paris Saint-Germain à l'Olympique lyonnais   | Joueuses passées du Paris Saint-Germain à l'Olympique lyonnais   | Joueuses passées de l'Olympique lyonnais au Paris Saint-Germain   | Joueuses passées de l'Olympique lyonnais au Paris Saint-Germain   | Joueuses passées de l'Olympique lyonnais au Paris Saint-Germain   |
| Joueuse                                                          | Années au PSG                                                    | Années à l'OL                                                    | Joueuse                                                           | Années à l'OL                                                     | Années au PSG                                                     |
| ---------------------------------------------------------------- | ---------------------------------------------------------------- | ---------------------------------------------------------------- | ----------------------------------------------------------------- | ----------------------------------------------------------------- | ----------------------------------------------------------------- |
| Céline Deville                                                   | 2000-2002                                                        | 2011-2013                                                        | Gwenaëlle Pelé                                                    | 2001-2006                                                         | 2006-2010                                                         |
| Laura Georges                                                    | 2003-2004                                                        | 2007-2013                                                        | Laure Lepailleur                                                  | 2006-2009                                                         | 2009-2012                                                         |
| Camille Abily                                                    | 2009-2010                                                        | 2010-2018                                                        | Camille Abily                                                     | 2006-2009                                                         | 2009-2010                                                         |
| Sonia Bompastor                                                  | 2009-2010                                                        | 2010-2013                                                        | Sonia Bompastor                                                   | 2006-2009                                                         | 2009-2010                                                         |
| Élise Bussaglia                                                  | 2009-2012                                                        | 2012-2015                                                        | Kátia da Silva                                                    | 2006-2010                                                         | 2010-2011                                                         |
| Aurélie Kaci                                                     | 2012-2015                                                        | 2015-2017                                                        | Kenza Dali                                                        | 2007-2010                                                         | 2011-2016                                                         |
| Jessica Houara                                                   | 2009-2016                                                        | 2016-2018                                                        | Véronique Pons                                                    | 2007-2011                                                         | 2011-2014                                                         |
| Kenza Dali                                                       | 2011-2016                                                        | 2016-2017                                                        | Saïda Akherraze                                                   | 2008-2011                                                         | 2012-2013                                                         |
| Kheira Hamraoui                                                  | 2012-2016                                                        | 2016-2018                                                        | Aurélie Kaci                                                      | 2006-2012                                                         | 2012-2015                                                         |
| Caroline Seger                                                   | 2014-2016                                                        | 2016-2017                                                        | Shirley Cruz                                                      | 2006-2012                                                         | 2012-2018                                                         |
| Josephine Henning                                                | 2014-2015                                                        | 2017                                                             | Rosana                                                            | 2011-2012                                                         | 2016                                                              |
| Amandine Henry                                                   | 2017                                                             | 2018-2023                                                        | Ghoutia Karchouni                                                 | 2010-2013                                                         | 2013-2016                                                         |
| Vicky Becho                                                      | 2020                                                             | 2020-                                                            | Laura Georges                                                     | 2007-2013                                                         | 2013-2018                                                         |
| Alice Sombath                                                    | 2020                                                             | 2020-                                                            | Romane Salvador                                                   | 2013-2015                                                         | 2015-2017                                                         |
| Christiane Endler                                                | 2017-2021                                                        | 2021-                                                            | Ève Périsset                                                      | 2012-2016                                                         | 2016-2020                                                         |
| Signe Bruun                                                      | 2018-2021                                                        | 2021-2023                                                        | Amandine Henry                                                    | 2007-2016                                                         | 2017                                                              |
| Perle Morroni                                                    | 2012-2021                                                        | 2021-2024                                                        | Estelle Cascarino                                                 | 2014-2016                                                         | 2021-2023                                                         |
| Lindsey Horan                                                    | 2012-2016                                                        | 2022-                                                            | Sakina Karchaoui                                                  | 2020-2021                                                         | 2021-                                                             |
| Sara Däbritz                                                     | 2019-2022                                                        | 2022-2025                                                        | Kheira Hamraoui                                                   | 2016-2018                                                         | 2021-2023                                                         |
| Kadidiatou Diani                                                 | 2017-2023                                                        | 2023-                                                            | Sarah Bouhaddi                                                    | 2009-2022                                                         | 2022-2023                                                         |
| Tabitha Chawinga                                                 | 2023-2024                                                        | 2024-                                                            | Griedge Mbock                                                     | 2015-2024                                                         | 2024-                                                             |
| Marie-Antoinette Katoto                                          | 2015-2025                                                        | 2025-                                                            |                                                                   |                                                                   |                                                                   |
| Korbin Albert                                                    | 2023-2025                                                        | 2025-                                                            |                                                                   |                                                                   |                                                                   |
| Entraîneurs passés du Paris Saint-Germain à l'Olympique lyonnais | Entraîneurs passés du Paris Saint-Germain à l'Olympique lyonnais | Entraîneurs passés du Paris Saint-Germain à l'Olympique lyonnais | Entraîneurs passés de l'Olympique lyonnais au Paris Saint-Germain | Entraîneurs passés de l'Olympique lyonnais au Paris Saint-Germain | Entraîneurs passés de l'Olympique lyonnais au Paris Saint-Germain |
| Entraîneur                                                       | Années au PSG                                                    | Années à l'OL                                                    | Entraîneur                                                        | Années à l'OL                                                     | Années au PSG                                                     |
| Jean-Luc Vasseur                                                 | 2001-2011 (réserve masculine)                                    | 2019-2021                                                        | Farid Benstiti                                                    | 2001-2010                                                         | 2012-2016                                                         |
|                                                                  |                                                                  |                                                                  | Patrice Lair                                                      | 2010-2014                                                         | 2016-2018                                                         |
| Gérard Prêcheur                                                  | 2014-2017                                                        | 2022-2023                                                        |                                                                   |                                                                   |                                                                   |